# A-League Men 2024-2025
L'A-League Men 2024-2025 è stata la 20ª edizione della A-League, la massima serie del campionato australiano, iniziata il 18 ottobre 2024 e terminata il 31 maggio 2025. Il C.C. Mariners era la squadra campione in carica, avendo vinto il suo terzo titolo nazionale nella stagione 2023-2024.
La competizione è stata vinta dal Melbourne City, al suo secondo titolo nazionale.

## Stagione

### Formato
Il campionato si compone di due fasi: la stagione regolare e la fase finale per l'assegnazione del titolo. Da quest'anno, le squadre saranno 13, in quanto si è aggiunto l'Auckland FC ma la formula rimane la stessa, ovvero che si affrontano due volte con una partita in casa e una in trasferta, più altre quattro partite, due in casa e due in trasferta, per un totale di 26 giornate. Al termine della stagione regolare le prime 6 classificate accedono alla fase finale e le prime tre classificate accedono alla AFC Champions League 2026: le prime due direttamente alla fase a gironi, mentre la terza classificata al secondo turno preliminare. 

Nella fase finale le prime due classificate nella stagione regolare accedono direttamente alle semifinali. Nel primo turno in partita unica la terza classificata nella stagione regolare affronta la sesta, mentre la quarta affronta la quinta. Nelle semifinali la prima classificata affronta la vincente del primo turno col peggior piazzamento nella stagione regolare, mentre la seconda affronta quella col miglior piazzamento. Anche semifinali e finale si giocano in gara unica. La vincitrice della finale vince il campionato.

## Squadre partecipanti
| Club               | Città            | Stadio                                          | Stagione precedente   |
| ------------------ | ---------------- | ----------------------------------------------- | --------------------- |
| Adelaide Utd       | Adelaide         | Hindmarsh Stadium                               | 8º posto in A-League  |
| Auckland FC        | Auckland (NZL)   | Mount Smart Stadium                             | non partecipante      |
| Brisbane Roar      | Brisbane         | Lang Park                                       | 9º posto in A-League  |
| C.C. Mariners      | Gosford          | Central Coast Stadium                           | Campione d'Australia  |
| Macarthur          | Campbelltown     | Campbelltown Stadium                            | 5º posto in A-League  |
| Melbourne City     | Melbourne        | Melbourne Rectangular Stadium                   | 6º posto in A-League  |
| Melbourne Victory  | Melbourne        | Docklands Stadium Melbourne Rectangular Stadium | 3º posto in A-League  |
| Newcastle Jets     | Newcastle        | International Sports Centre                     | 10º posto in A-League |
| Perth Glory        | Perth            | Perth Oval                                      | 12º posto in A-League |
| Sydney FC          | Sydney           | Leichhardt Oval                                 | 4º posto in A-League  |
| Wellington Phoenix | Wellington (NZL) | Wollongong Showground                           | 2º posto in A-League  |
| Western Utd        | Melbourne        | Kardinia Park                                   | 11º posto in A-League |
| Western Sydney     | Sydney           | Stadium Australia Sydney Showground Stadium     | 7º posto in A-League  |

## Stagione regolare

### Classifica
Aggiornata al 4 maggio 2025 
|       | Pos. | Squadra            | Pt | G  | V  | N  | P  | GF | GS | DR  |
| ----- | ---- | ------------------ | -- | -- | -- | -- | -- | -- | -- | --- |
|       | 1.   | Auckland FC        | 53 | 26 | 15 | 8  | 3  | 49 | 27 | +22 |
|       | 2.   | Melbourne City     | 48 | 26 | 14 | 6  | 6  | 41 | 25 | +16 |
|       | 3.   | Western Utd        | 47 | 26 | 14 | 5  | 7  | 55 | 37 | +18 |
|       | 4.   | Western Sydney     | 46 | 26 | 13 | 7  | 6  | 58 | 40 | +18 |
|       | 5.   | Melbourne Victory  | 43 | 26 | 12 | 7  | 7  | 44 | 36 | +8  |
|       | 6.   | Adelaide Utd       | 38 | 26 | 10 | 8  | 8  | 53 | 55 | -2  |
|       | 7.   | Sydney FC          | 37 | 26 | 10 | 7  | 9  | 53 | 46 | +7  |
| [ 3 ] | 8.   | Macarthur          | 33 | 26 | 9  | 6  | 11 | 50 | 45 | +5  |
|       | 9.   | Newcastle Jets     | 30 | 26 | 8  | 6  | 12 | 43 | 44 | -1  |
|       | 10.  | C.C. Mariners      | 26 | 26 | 5  | 11 | 10 | 29 | 51 | -22 |
|       | 11.  | Wellington Phoenix | 24 | 26 | 6  | 6  | 14 | 27 | 43 | -16 |
|       | 12.  | Brisbane Roar      | 21 | 26 | 5  | 6  | 15 | 32 | 51 | -19 |
|       | 13.  | Perth Glory        | 17 | 26 | 4  | 5  | 17 | 22 | 56 | -34 |

Legenda:
      Ammessa alla AFC Champions League 2025-2026
      Ammessa alla AFC Champions League 2 2025-2026
 Ammessa al Grand Final.
Note:
Tre punti a vittoria, uno a pareggio, zero a sconfitta.
La classifica viene stilata secondo i seguenti criteri:
- Punti conquistati
- Differenza reti generale
- Reti totali realizzate
- Punti conquistati negli scontri diretti
- Differenza reti negli scontri diretti
- Minor numero di cartellini rossi ricevuti
- Minor numero di cartellini gialli ricevuti
- Sorteggio

## Playoff

### Tabellone
|  | Quarti di finale | Quarti di finale  | Quarti di finale |  |  | Semifinali | Semifinali        | Semifinali     | Semifinali     |   |  | Finale            | Finale            | Finale |  |
|  |                  |                   |                  |  |  |            |                   |                |                |   |  |                   |                   |        |  |
|  | 4                | Western Sydney    | 1                |  |  |            |                   |                |                |   |  |                   |                   |        |  |
|  | 5                | Melbourne Victory | 2                |  |  | 5          | Melbourne Victory | 0              | 2              |   |  |                   |                   |        |  |
|  |                  |                   |                  |  |  | 1          | Auckland FC       | 1              | 1              |   |  |                   |                   |        |  |
|  |                  |                   |                  |  |  |            |                   |                |                |   |  | Melbourne Victory | Melbourne Victory | 0      |  |
|  | 3                | Western Utd       | 3                |  |  |            |                   | Melbourne City | Melbourne City | 1 |  |                   |                   |        |  |
|  | 6                | Adelaide Utd      | 2                |  |  | 3          | Western Utd       | 0              | 1              |   |  |                   |                   |        |  |
|  |                  |                   |                  |  |  | 2          | Melbourne City    | 3              | 4              |   |  |                   |                   |        |  |